# Loxostege ephippialis
Loxostege ephippialis là một loài bướm đêm trong họ Crambidae.